# Spülflächen Schachtholm
Die Spülflächen Schachtholm sind ein Naturschutzgebiet in der schleswig-holsteinischen Gemeinde Hörsten im Kreis Rendsburg-Eckernförde. Das rund 121 Hektar große Naturschutzgebiet ist unter der Nummer 171 in das Verzeichnis der Naturschutzgebiete des Ministeriums für Landwirtschaft, Umwelt und ländliche Räume eingetragen. Es wurde 1995 ausgewiesen (Datum der Verordnung: 17. Januar 1995). Zuständige untere Naturschutzbehörde ist der Kreis Rendsburg-Eckernförde.
Das Naturschutzgebiet liegt südwestlich von Rendsburg. Es besteht aus zwei Teilflächen, die vom Flugplatz Rendsburg-Schachtholm getrennt sind, und stellt ein ehemaliges Spülfeld am Rand des Nord-Ostsee-Kanals unter Schutz. Das Spülfeld ist beim Ausbau des Nord-Ostsee-Kanals entstanden. Es verfügt über verschiedene Sekundärlebensräume. So sind Trockenrasen-, Niedermoor-, Wald- und Gebüschbiotope zu finden. In der südlichen Teilfläche des Schutzgebietes befinden sich auch zwei Kleingewässer. Die Niedermoorbereiche werden von Schilfröhricht und Feuchtgebüschen eingenommen. Hier brütet die Rohrdommel. Im Naturschutzgebiet konnten knapp 290 Farn- und Blütenpflanzen nachgewiesen werden, darunter auch gefährdete und vom Aussterben bedrohte Arten wie Mondraute, Rispen-Flockenblume, Bunter Schachtelhalm, Kleines Knabenkraut, Rundblättriges Wintergrün und Reifweide.
Die ehemaligen Spülflächen gehörten der Stadt Rendsburg, die sie im Juli 2012 an eine Privatperson verkaufte. Das Naturschutzgebiet wird vom Landesjagdverband Schleswig-Holstein gemeinsam mit dem Arbeitskreis Heimische Orchideen betreut.